# Gustav Schiller

Gustav Schiller

Gustav Schiller (* 26. November 1900 in Gremboczyn, Landkreis Thorn; † 1945) war ein deutscher Politiker (DNVP).
Nach dem Besuch der Volksschule in Gremboczyn arbeitete Schiller als Landwirt auf eigenem Hof im Abbau Angerburg.
Um 1919 wurde Schiller Mitglied der Deutschnationalen Volkspartei (DNVP). 1929 wurde er Stadtverordneter in Angerburg. Bei der Wahl vom September 1930 zog er in den fünften Reichstag der Weimarer Republik ein, in dem er bis zum Juli 1932 den Wahlkreis 1 (Ostpreußen) vertrat.
1933 zog er sich auf seinen „Rothof“ (genannt: Kappidoitzchen) zurück. 1934 wurde er politisch wieder aktiv und stellvertretender Landrat; er erreichte den Rang eines Sturmbannführers. 1945 ging er zu den Werwölfen und wurde seitdem vermisst.
Schiller wurde durch Beschluss des Amtsgerichtes Hamburg vom 12. März 1957 für tot erklärt. Als Zeitpunkt des Todes wurde „Ende 1945“ amtlich festgesetzt.